# 大東四條畷消防組合
大東四條畷消防組合（だいとうしじょうなわてしょうぼうくみあい）は大阪府大東市と四條畷市で組織する一部事務組合（消防組合）である。

## 消防本部
2013年11月1日に大東市消防本部と四條畷市消防本部を統合して設立し、2014年4月1日より業務を開始した。

### 大東消防署
- 住所：大東市新町821-20
- 主力機械（2023年4月1日現在）
  - 普通消防ポンプ自動車：5
  - はしご付消防自動車：1
  - 化学消防自動車：1
  - 高規格救急自動車：4
  - 救助工作車：1
  - 指揮車：1
  - 査察車：1
  - 調査車：1
  - 広報車：3
  - 連絡車：2
  - 支援車：1
  - その他：7

### 四條畷消防署
- 住所：四條畷市大字中野596-1
- 分署1カ所
- 主力機械（2023年4月1日現在）
  - 普通消防ポンプ自動車：3
  - 水槽付消防ポンプ自動車：1
  - 高規格救急自動車：3
  - 救助工作車：1
  - 連絡車：1
  - その他　2

## 消防署
| 消防署       | 旧名称                          | 住所          | 分署                          |
| ------------ | ------------------------------- | ------------- | ----------------------------- |
| 大東消防署   | 大東市消防本部 大東市消防署     | 新町821-20    | 西：南郷町1-28 東：野崎3-1-20 |
| 四條畷消防署 | 四條畷市消防本部 四條畷市消防署 | 大字中野596-1 | 田原：田原台7-1-11            |